# Georg Baselitz
Georg Baselitz (Kamenz, 23 gennaio 1938) è un pittore e scultore tedesco.
Negli anni sessanta è divenuto noto per i suoi dipinti figurativi fortemente espressivi. Disegnando a partire da una miriade di influenze (inclusi il periodo manierista e la scultura africana) svilupperà il suo personale linguaggio artistico.
Dal momento che Baselitz ha vissuto attraverso la sofferenza e la demolizione della Seconda Guerra Mondiale, il concetto di decostruzione giocherà un ruolo significativo nella sua vita e nel suo lavoro. In tale contesto, l'artista affermò in un'intervista: ''Sono nato in un ordine distrutto, in un paesaggio distrutto, tra persone distrutte, in una società distrutta. Non ho voluto ristabilire un ordine. Ho visto abbastanza del cosiddetto ordine. Sono stato forzato a mettere tutto in discussione, ad essere 'naive', a ricominciare di nuovo.''
Disgregando ogni ordine prestabilito e rompendo la convenzionale idea di perfezione, Baselitz ha trasformato le sue premesse personali nelle linee guida della sua arte.

Ancora oggi inverte tutti i suoi dipinti (che è solito capovolgere), elemento divenuto portante all'interno del suo lavoro.

Armalamor (1994) Biblioteca nazionale tedesca di Francoforte

## Biografia

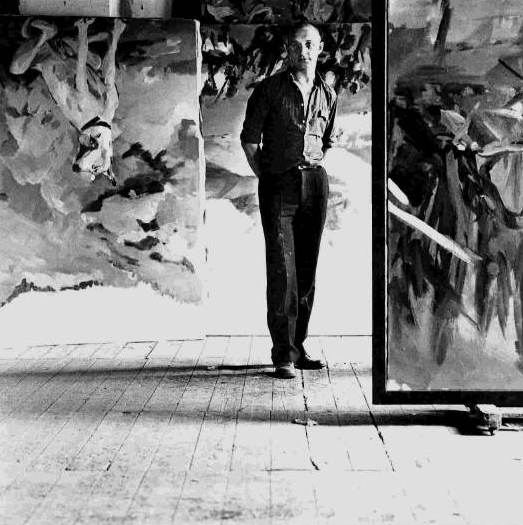
Georg Baselitz (photo Lothar Wolleh.)

Nato nel borgo di Deutschbaselitz durante l'ultimo periodo del Terzo Reich. Suo padre fu un maestro di scuola elementare e la famiglia viveva nell'edificio della scuola locale. Baselitz ha studiato all'interno della scuola di Kamenz. All'età di 15 anni aveva già realizzato ritratti, soggetti religiosi, nature morte e paesaggi, alcuni in stile futuristico.
Nel 1955 proverà ad accedere all'accademia di Belle Arti a Dresda, venendo rigettato, per accedere l'anno successivo alla Hochschule für Bildende und Angewandte Kunst a Berlino. Lì sarebbe stato allievo dei professori Walter Womacka ed Herbert Behrens-Hangler, e sarebbe divenuto amico di Peter Graf e Ralf Winkler (meglio conosciuto successivamente come A. R. Penck). Ad ogni modo dopo due semestri venne espulso per ''immaturità sociopolitica'' dal momento che non aderiva all'idea socialista di DDR. La natura controversa di Baselitz diveniva evidente già agli inizi della sua carriera.
Nel 1957 riprende i suoi studi presso la Hochschule der Künste a Berlino, dove inizierà a sistemarsi ed incontrerà la futura moglie Johanna Elke Kretzschmar. Nel 1961, frequenta la classe avanzata di Hann Trier, completando i suoi studi l'anno successivo. Il corso di Hann Trier venne descritto come un ambiente creativo, largamente dominato dall'astrazione gestuale del Tachisme e dell'Arte Informale. Presso la Hochschule der Künste, Baselitz si immergerà nelle teorie di Ernst Wilhelm Nay, Wassily Kandinsky e Kasimir Malevic.
Lo storico Andres Franzke definirà Baselitz come l'artista più influente del suo tempo insieme a Jackson Pollock e Pilip Guston.
Dal 2013, Baselitz e la moglie vivono a Salisburgo in Austria. 

## Lavoro
Nel 1957, Baselitz comincia a produrre i primi lavori originali tramite uno stile ben distinto e personale, tra i quali potremo trovare ritratti immaginari come Zio Bernhard (Onkel Bernhard). Lo stesso anno, cominciò a lavorare sulla serie Testa di Rayski (Rayski-Kopf).
Nel 1963, la prima mostra personale si terrà nella Berlino ovest, alla Galerie Werner & Katz, causando pubblico scandalo. Due delle immagini, La grande notte in bianco (Die große Nacht im Eimer) e L'uomo nudo (Der nackte Mann) vennero poste sotto sequestro a causa del loro contenuto osceno. La causa legale che seguì lo scandalo non terminò che nel 1965. Durante lo stesso anno, Baselitz vinse una borsa di studio che lo portò a studiare per sei mesi alla Villa Romana di Firenze. In Italia studiò il Manierismo e la sua grafica. In generale le grandi ispirazioni dell'artista provenivano da Pablo Picasso, Alberto Giacometti, Joseph Beuys, così come dal gruppo espressionista Brücke.
Dopo aver fatto ritorno nella Berlino est, vent'anni dopo la guerra, tra il 1965 ed il 1966, Baselitz crea la serie di Eroi (Helden), che includeva la composizione di largo formato I grandi amici (Die großen Freunde). Tali immagini rappresentavano metaforicamente l'uomo che, non avendo né nazionalità né un legame ad un luogo, abbandona l'idea megalomane ed illusoria del Terzo Reich con la sua apparenza desolata, danneggiata. L'eroe di Baselitz appare solitamente da solo in un paesaggio sterile, con gambe e braccia nude, un personaggio con riferimenti autobiografici che partono dal ricordo dell'infanzia dell'artista. Nel primo 1969 avrebbe prodotto altrettante immagini di largo formato, come Forestali (Waldarbeiter) come parte di un gruppo di immagini conosciute come Fratture (Frakturbilder).
Dipinti invertiti
Sulla base delle sue Fratture, Baselitz usava i dipinti di Louis-Ferdinand von Rayski, dall'infanzia alla scuola elementare, come modello, in modo da potere arrivare alla sua prima immagine contenente un soggetto invertito: Il bosco a testa in giù (Der Wald auf dem Kopf).
Invertendo (capovolgendo) i suoi quadri, l'artista riesce ad enfatizzare l'arrangiamento dei colori e della forma, ed a porre a confronto l'osservatore alla superficie dell'immagine, più che al contenuto.
In questo senso, i dipinti sono vuoti e non soggetti ad interpretazione.
A partire dal 1970, Baselitz comincerà a mettere in mostra in modo regolare il suo lavoro all'interno delle gallerie a Monaco, Colonia, ed altre città che ospiteranno le sue retrospettive, complete di lavori di disegno, grafica e pittura, continuando a sollevare una forte critica, ad esempio alla 5ª edizione di Documenta (Kassel).
Nel 1976, Baselitz mette in piedi uno studio addizionale a Firenze, che comincerà ad usare dal 1981. L'anno successivo comincia a lavorare sull'incisione di largo formato, e comincerà ad insegnare all'interno della Staatliche Akademie der Bildenden Künste a Karlsruhe, dove divenne professore nel 1978. Dal 1978 al 1980, lavorò sui dittici, usando la pittura a tempera e lavori individuali di largo formato. 
Il suo lavoro diviene sempre più astratto, con elementi di scrittura predominanti nella composizione. Nel 1980 esporrà la sua prima scultura alla Biennale di Venezia.
Aggiungerà nel 1981 un ulteriore studio d'appoggio nei pressi di Arezzo, che userà fino al 1987. Il suo lavoro viene esposto per la prima volta a New York nel 1981. Dall'anno successivo sarà più assidua la lavorazione della scultura, in concomitanza a diverse esposizioni. Nel 1983 comincerà ad usare motivi a sfondo religioso all'interno della sua opera, e durante lo stesso anno avrebbe preso una nuova cattedra alla Hochschule der Künste a Berlino.